# Мытник скипетровидный
Мытник скипетрови́дный, или Мы́тник ца́рский ски́петр, или Мытник Ка́рлов скипетр (лат. Pediculáris scéptrum-carolínum), — многолетнее травянистое растение семейства Заразиховые, вид рода Мытник (Pedicularis).
Полупаразит, встречающийся во влажных местах на севере Евразии.

## Ботаническое описание
Многолетнее травянистое растение-полупаразит корневищем и тонкими корнями. Стебель 50—100 см высотой, одиночный (или стебли немногочисленные), прямостоячий, обычно безлистный или с единичными листьями.
Листья почти все — в прикорневой розетке, тёмно-зелёные, с нижней стороны — более светлые, ланцетные до продолговато-ланцетных в очертании, перисторассечённые на тупые городчатые по краям доли, на черешках.
Цветки в верхушечных колосовидных кистях, с яйцевидными зубчатыми по краю прицветниками. Чашечка с пятью треугольно-овальными зубцами, по краю единожды или дважды зубчатыми. Венчик двугубый, до 4,5 см длиной, жёлтый, нижняя губа на конце красная. Верхняя губа шлемовидная, немного загнутая, нижняя губа прямая, прижатая к верхней, трёхлопастная.
Плоды — коробочки почти шаровидной формы.
Диплоидный набор хромосом — 2n = 32.

## Распространение и экология
Широко распространённое в северной части Евразии растение, в настоящее время становящееся всё более редким. Встречается на болотах и заливных лугах, среди кустарника.
Мытник царский скипетр — официальная цветочная эмблема шведской провинции Вестерботтен.

## Классификация

### Таксономия
- Pedicularis sceptrum-carolinum L., 1753, Sp. Pl. : 608

Вид Мытник скипетровидный включается в род Мытник (Pedicularis) семейства Заразиховые (Orobanchaceae) порядка Ясноткоцветные (Lamiales), последовательно входящего в более крупные клады Ламииды → Астериды → Суперастериды → Эвдикоты → Цветковые растения. Таксономическая схема в соответствии с Системой APG IV по состоянию на июнь 2024 года:
|  |                          |  |                                   |                                   |                       |  | еще 23 семейства | еще 23 семейства |                           |  |  |  | еще 720 подтвержденных видов и 56 видов, ожидающих подтверждения |
|  |                          |  |                                   |                                   |                       |  | еще 23 семейства | еще 23 семейства |                           |  |  |  | еще 720 подтвержденных видов и 56 видов, ожидающих подтверждения |
|  |                          |  |                                   | порядок Ясноткоцветные            |                       |  |                  |                  | род Мытник                |  |  |  |                                                                  |
|  |                          |  |                                   | порядок Ясноткоцветные            |                       |  |                  |                  | род Мытник                |  |  |  |                                                                  |
|  | клада Цветковые растения |  |                                   |                                   | семейство Заразиховые |  |                  |                  | вид Мытник скипетровидный |  |  |  |                                                                  |
|  | клада Цветковые растения |  |                                   |                                   | семейство Заразиховые |  |                  |                  |                           |  |  |  |                                                                  |
|  |                          |  | ещё 63 порядка цветковых растений | ещё 63 порядка цветковых растений |                       |  |                  | еще 98 родов     | еще 98 родов              |  |  |  |                                                                  |
|  |                          |  |                                   | ещё 63 порядка цветковых растений |                       |  |                  |                  | еще 98 родов              |  |  |  |                                                                  |

### Синонимы
- Pedicularis fastulosa Turcz.
- Pedicularis folioceterac Gilib.
- Pedicularis folio-ceterac Gilib.
- Pedicularis macrostachya St.-Lag.
- Pedicularis pubescens (Bunge) Y.Y.Pai
- Pedicularis sceptrum Schrank
- Pedicularis sceptrum-carolinum f. pubescens (Bunge) Regel
- Pedicularis sceptrum-carolinum subsp. pubescens (Bunge) P.C.Tsoong
- Pedicularis sceptrum-carolinum subsp. sceptrum-carolinum
- Pedicularis sceptrum-carolinum var. glabra Bunge
- Pedicularis sceptrum-carolinum var. pubescens Bunge
- Pedicularis sceptrum-carolinum var. uniflora V.G.Sergienko
- Prosopia sceptrum
- Sceptrum carolinum J.O.Rudbeck ex Hartm.